# Sin-eribam

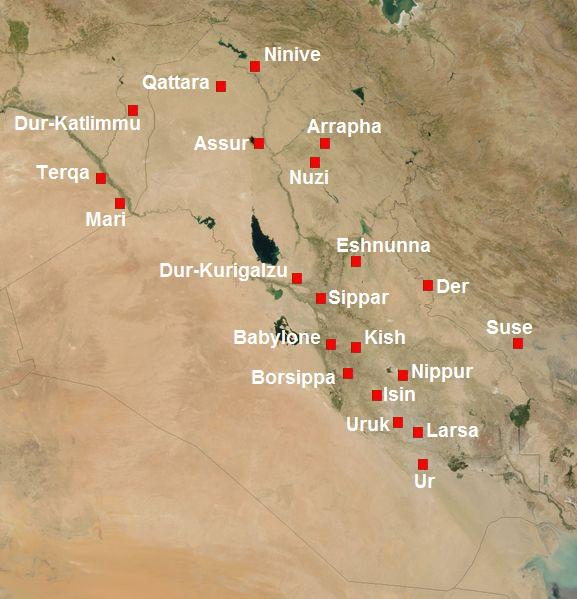
Mapa południowej Mezopotamii z zaznaczonym miastem Larsa.

Sin-eribam – król Larsy panujący w latach 1842–1841 p.n.e.
Jego następcą był Sin-iqiszam.